# Filea

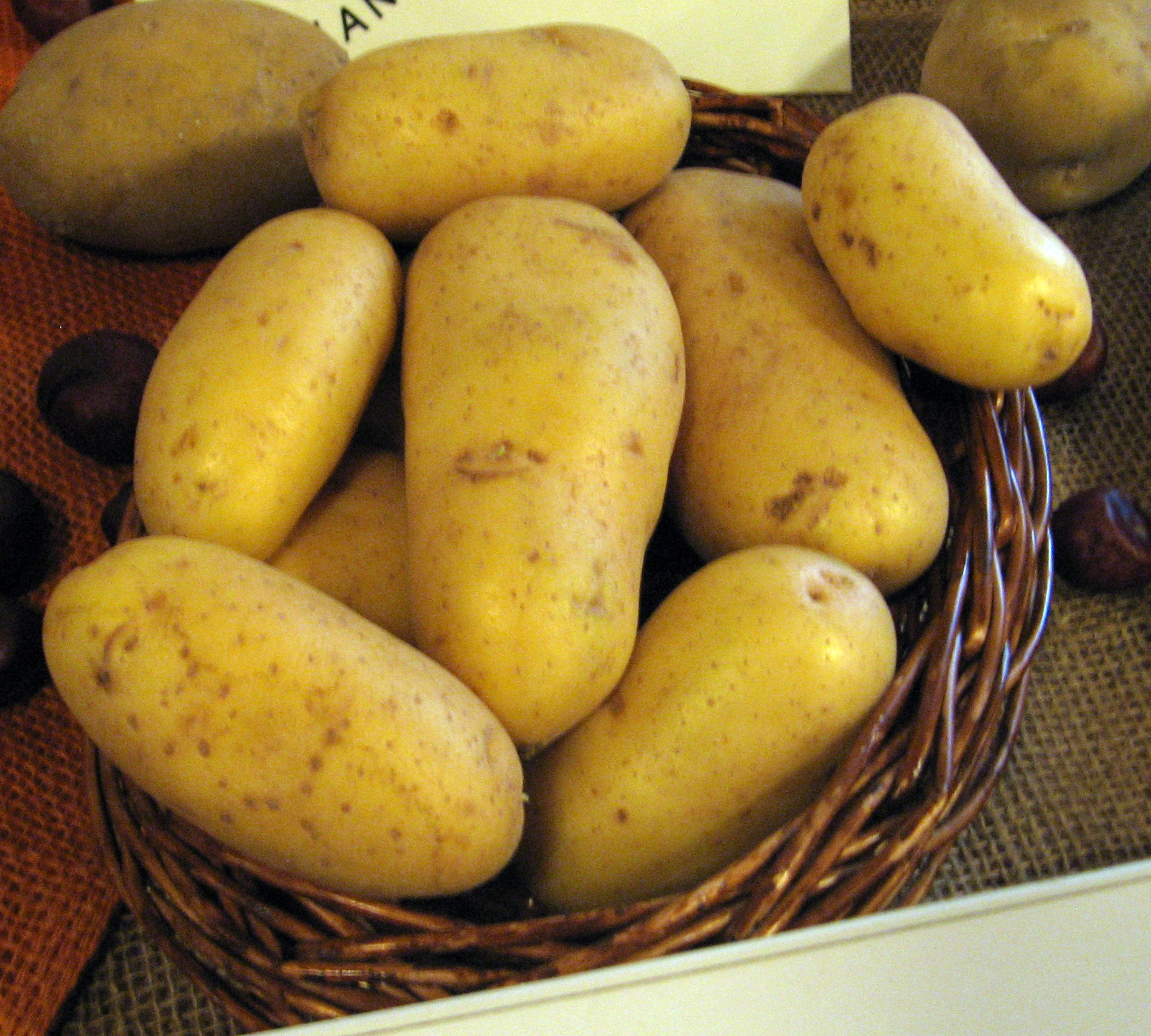
Filea

Filea ist eine mittelfrühe, festkochende Speise- und Salatkartoffelsorte. Filea setzt die Knollen recht hoch an, weshalb sie rund 2 cm tiefer abgelegt werden sollte. Sie hat eine gute Stickstoffausnutzung. In Kombination mit der Reifezeit sollte die Gesamtstickstoffgabe (incl. Nmin) 100 kg je Hektar nicht überschreiten. Filea bildet ovale Knollen mit flachen Augen aus. Züchter ist die Firma Europlant.